# Hur kan och skall jag dig
Hur kan och skall jag dig är en nattvardspsalm som fanns med i 1695 års psalmbok. Den tyska texten skrevs enligt uppgift av Högmarck (1736) av Salomon Liscovius  men enligt andra källor är den ursprungliga texten författad av Johann Heermann 1632. Texten översattes till svenska av Johannes Petræus 1693.
Psalmen inleds 1695 med orden:
Hur kan och skal jagh tigh
Herre JEsu, nogsamt prisa
Melodin är tonsatt 1648 enligt 1921 års koralbok med 1819 års psalmer och även enligt 1937 års psalmbok samma som till psalmen Jag vet på vem jag tror (1819 nr 193, 1937 nr 363, 1986 nr 557) och därmed till ett betydande antal andra psalmer. Melodin är ursprungligen publicerad i New Ordentlich Gesangbuch 1648.

## Publicerad i
- Den svenska psalmboken 1694 som nummer 23 under rubriken "Om Herrans Nattward".[2]
- Den svenska psalmboken 1695 som nummer 20 under rubriken "Catechismus författad i Sånger: Om HErrans Nattward".
- Den svenska psalmboken 1819 som nummer 160 under rubriken "Nådens medel: Sakramenten: Nattvarden".
- Sionstoner 1935 som nummer 269 under rubriken "Nådens medel: Nattvarden".
- Den svenska psalmboken 1937 som nummer 200 under rubriken "Nattvarden".

## Fotnoter
1. ↑  Högmarck, Lars Psalmopoeographia, Stockholm, 1736.
2. ↑   Then Swenska Psalm-Boken, Medh the stycken som ther til höra, och på föliande blad opteknade finnas. Stockholm: Johann Jacob Genath. 1694. sid. 22. Libris 2519154